# Masato Kojima
Masato Kojima (小島 幹敏 Kojima Masato?), född 17 september 1996 i Saitama prefektur, är en japansk fotbollsspelare.
Kojima började sin karriär 2015 i Omiya Ardija. 2017 blev han utlånad till Mito HollyHock. Han spelade 55 ligamatcher för klubben. Han gick tillbaka till Omiya Ardija 2019.